# Fenghuang (stad)
Fenghuang is een Chinese stad in de provincie Hunan.
Fenghuang betekent letterlijk feniks, uit de as verrijzende vogel, zie Feng Huang. Volgens een legende vlogen hier ooit twee Fenghuang vogels over, en waren ze verbijsterd door de schoonheid van de stad. Nog steeds wordt Fenghuang door vele mensen gezien als de mooiste stad in China.
De stad is ontstaan tijdens de Ming-dynastie. De oorspronkelijke inwoners van de stad zijn de Miao en ook vele huizen zijn in de Miao-stijl gebouwd. 
De rivier  Tuojiang kronkelt door deze bergstad. 
Op 14 augustus 2007 stortte een brug over de Tuojiang in, er zijn tientallen doden en vermisten. De 300 meter lange en 40 meter hoge brug was in aanbouw en moest een toeristische attractie worden. Eind augustus zou de brug worden geopend.

## Galerij

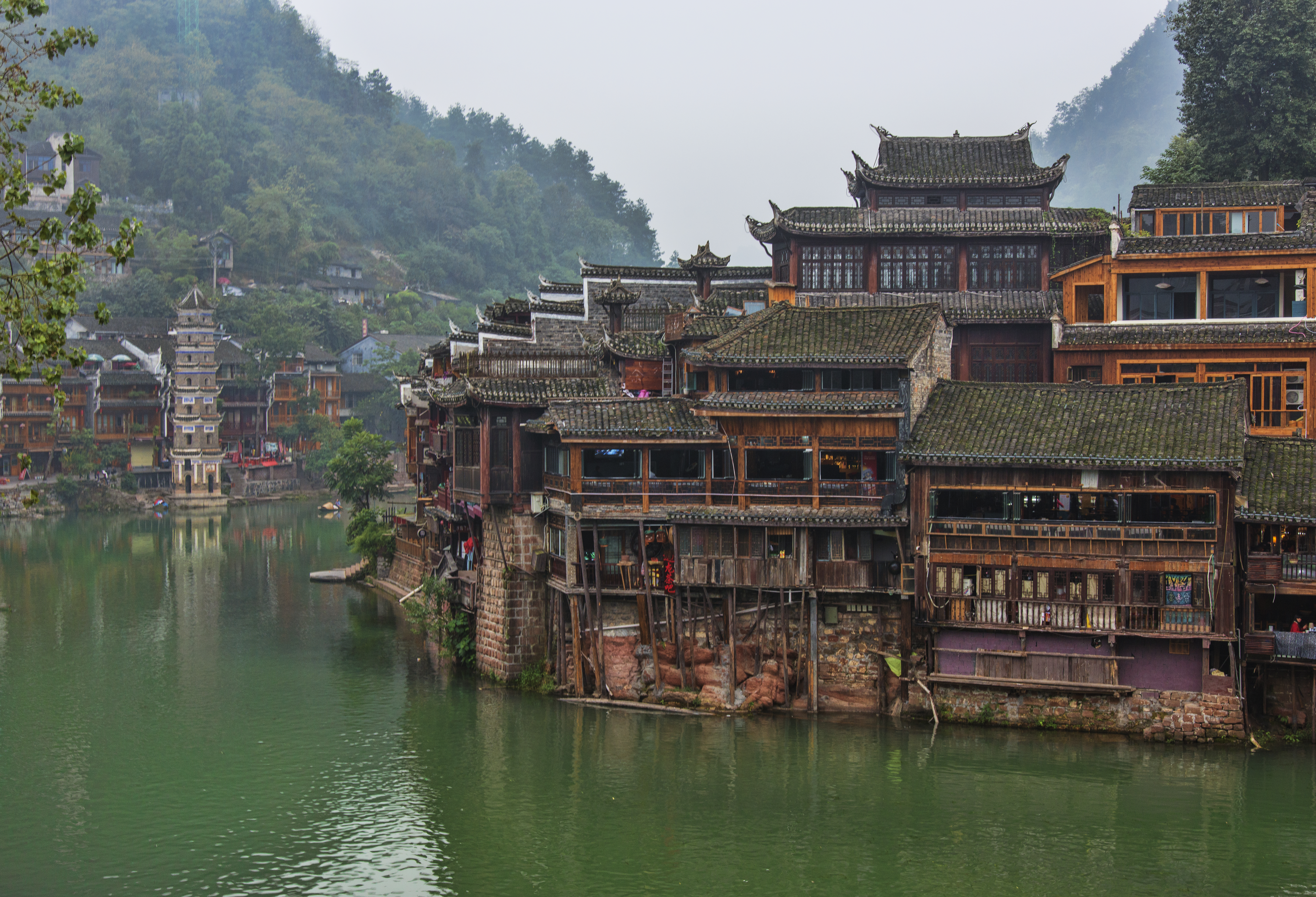
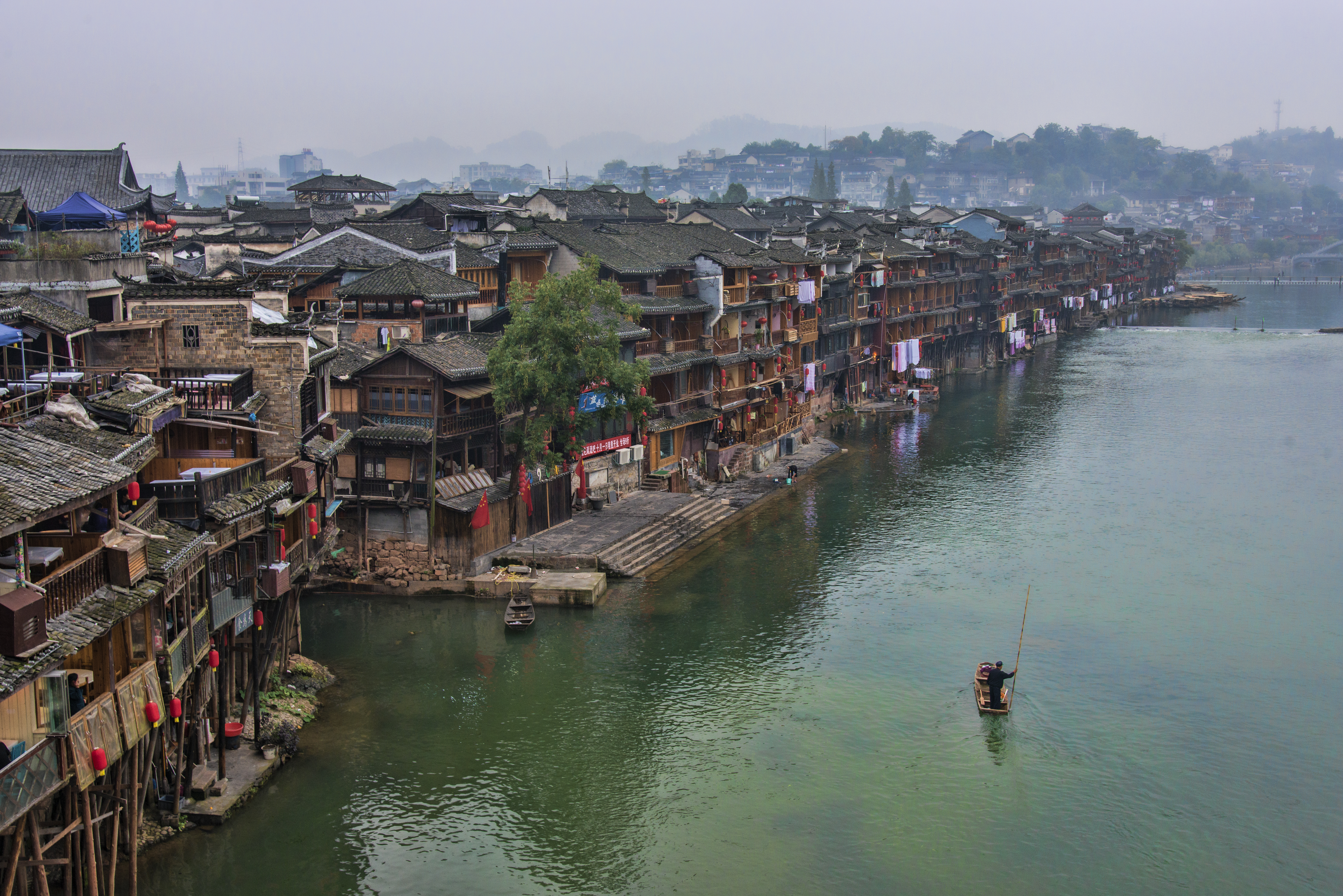
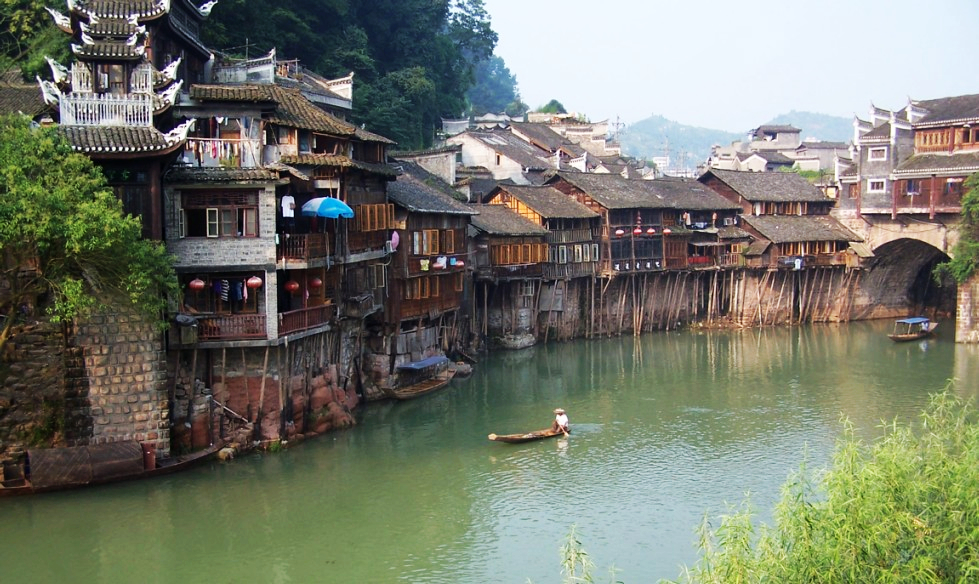
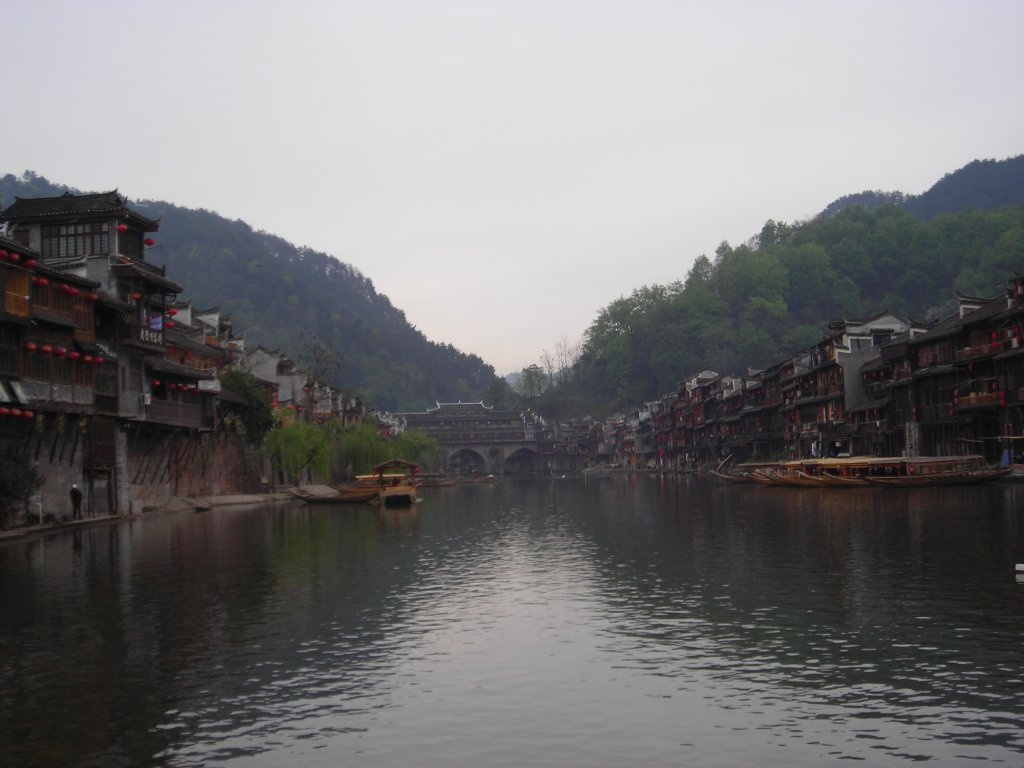
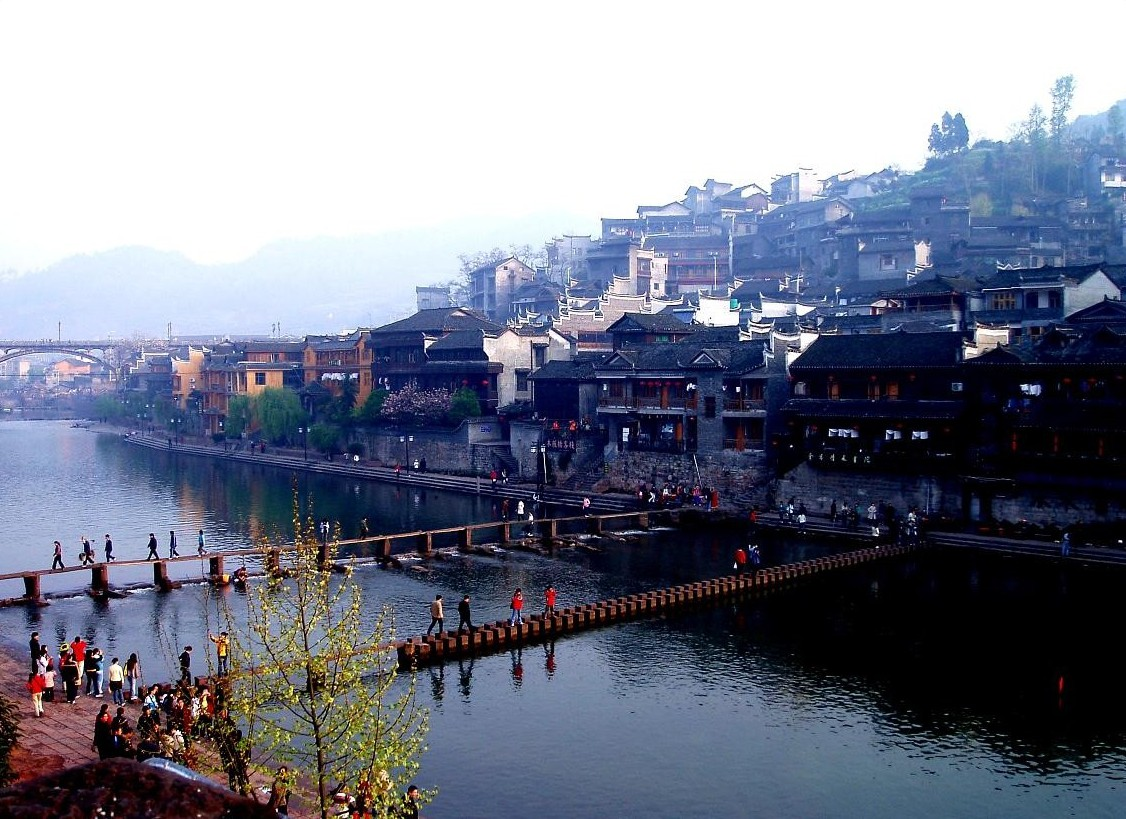
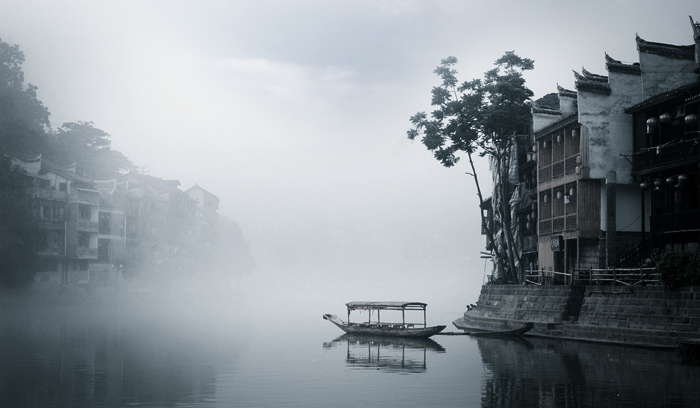
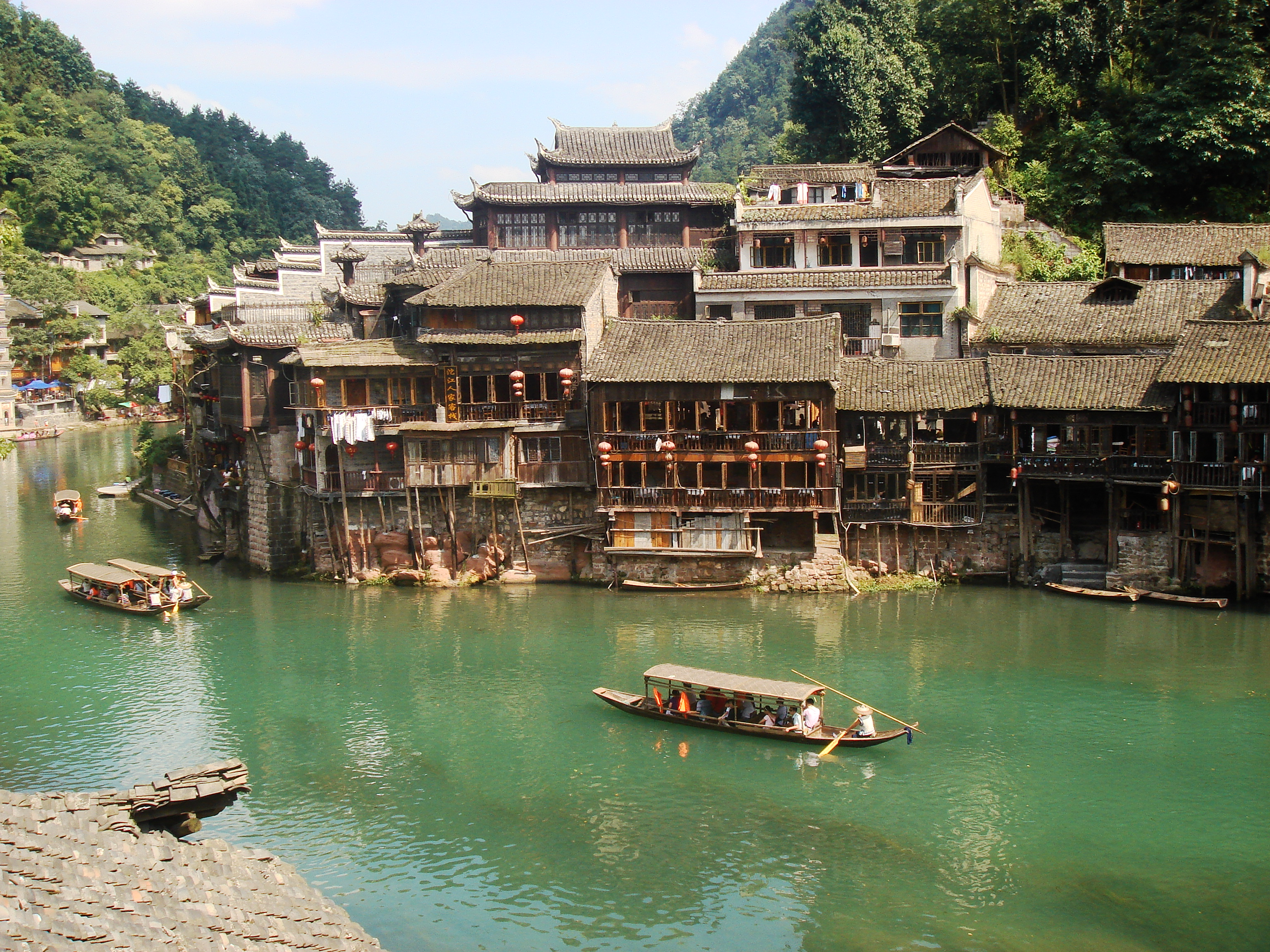
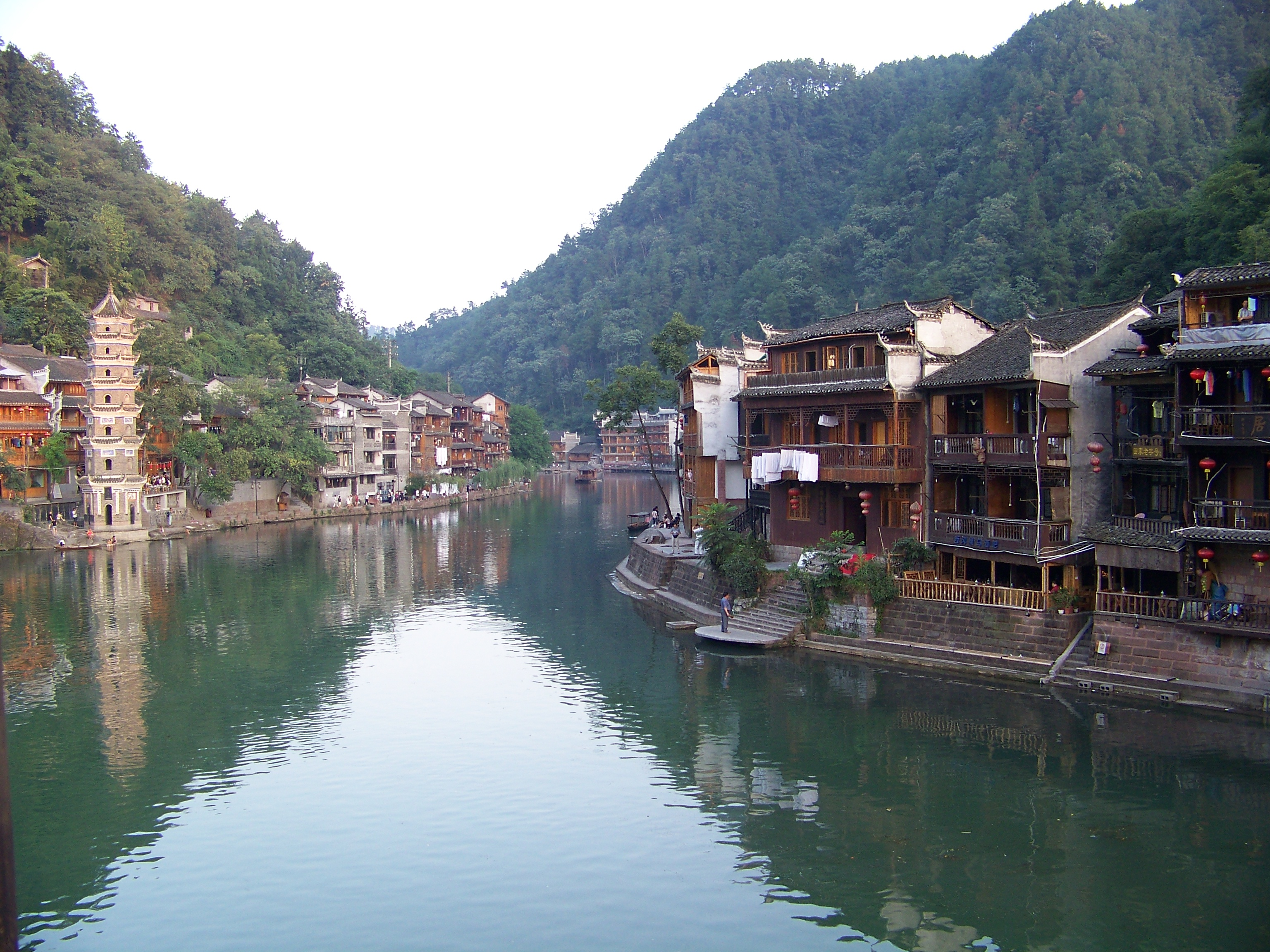
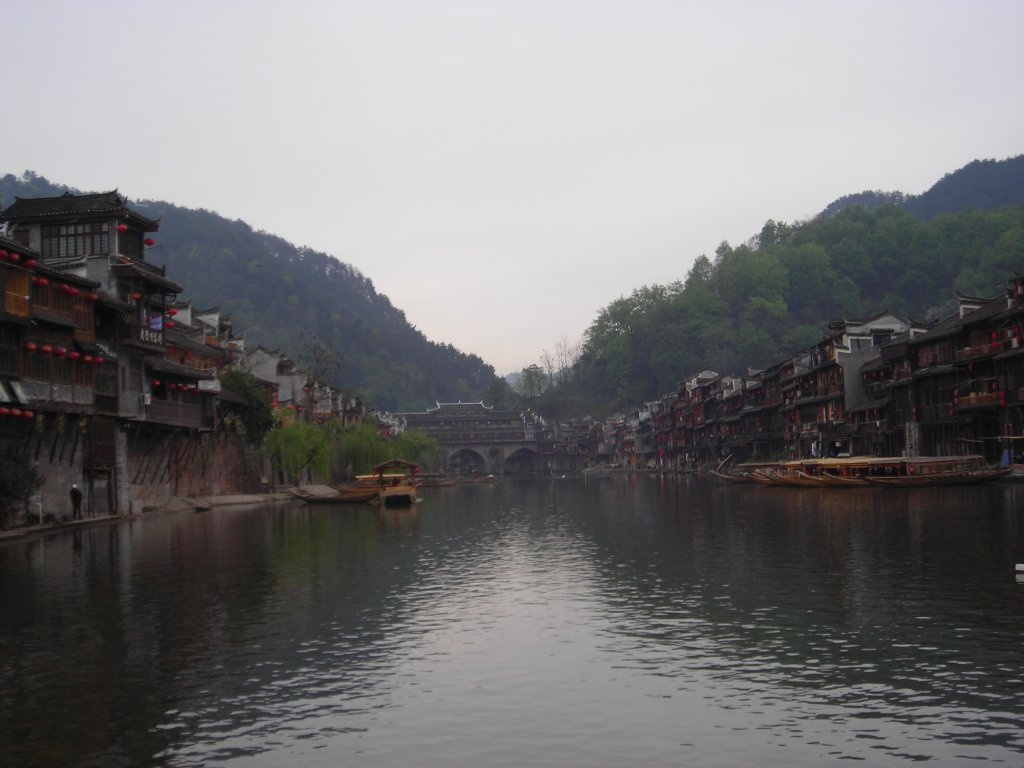